# Щербак, Александр Михайлович (Герой Советского Союза)
Александр Михайлович Щербак (1915—1942) — участник Великой Отечественной войны, Герой Советского Союза. Участник подпольной и партизанской борьбы на Харьковщине, секретарь Харьковского подпольного обкома ЛКСМУ.

## Биография
Родился 22 февраля 1915 года в селе Пушкарное, ныне Грабовское Краснопольского района Сумской области Украины, в крестьянской семье. Украинец.
Окончил Славгородскую семилетнюю школу, затем учился в сельскохозяйственной школе в селе Рясное. В 1931 году переехал в Харьков, где окончил партийную школу. В 1937—1939 годах избирался секретарём Старосалтовского райкома комсомола. До войны работал заведующим парткабинетом райкома партии в Старом Салтове Харьковской области. Член ВКП(б) с 1940 года.
Когда началась Великая Отечественная война, Харьковский обком партии назначил А. М. Щербака политруком партизанского отряда, который вёл бои с гитлеровцами в лесах Старосалтовского района. 1 января 1942 года партизанский отряд под командованием А. М. Щербака вступил в бой с карательным отрядом гитлеровцев. В этом бою А. М. Щербак был ранен. Партизаны, преследуемые врагом, перешли линию фронта и соединились с частями Красной Армии. А. М. Щербак был отправлен в госпиталь. 7 июля 1942 года его эвакуировали из Лозно-Александровки в Сталинград, а потом в города Энгельс и Саратов, где он заведовал партийным кабинетом парткома завода.
В августе 1942 года А. М. Щербака направили в Москву на специальные курсы. В сентябре 1942 года ЦК ЛКСМУ утвердил А. М. Щербака секретарём Харьковского обкома комсомола, связной была назначена Надежда Волкова. В первых числах октября 1942 года состав второго Харьковского подпольного обкома комсомола был прикомандирован к партизанскому отряду. Они встретились на подмосковном аэродроме и все вместе самолётом были переправлены в тыл врага. Приземлились, как и было запланировано, в Волчанском лесу. При приземлении А. М. Щербак сломал ногу. Члены Харьковского подпольного обкома комсомола после приземления приступили к выполнению своих обязанностей, а А. М. Щербак остался в партизанском отряде.
27 ноября 1942 года карательные войска врага окружили партизан в Старицком лесу, начался бой. Александр Михайлович Щербак сражался до последней минуты своей жизни, прикрывая отход отряда, но был в этом бою убит. Вместе с ним погибла Волкова Н. Т.
Похоронен в городе Волчанске Харьковской области (Украина).

## Награды
Указом Президиума Верховного Совета СССР от 8 мая 1965 года за особые заслуги, мужество и героизм, проявленные в борьбе против немецко-фашистских захватчиков в период Великой Отечественной войны, секретарю Харьковского подпольного обкома ЛКСМУ Александру Михайловичу Щербаку посмертно присвоено звание Героя Советского Союза. Также награждён орденом Ленина.

## Память
В Волчанске на могиле Щербака и Волковой установлен памятник. Экспозиция Харьковского исторического музея широко освещает боевые действия молодых патриотов в тылу врага.
Школьники Славгородской школы, где он учился, создали уголок боевой славы, рассказывающий о комсомольском вожаке Александре Щербаке.
Именем Александра Щербака названа Старосалтовская средняя школа.